# Eliane Achten
Eliane, Gabrielle, Frédérique, baronne Achten, né le 6 août 1933 à Anvers est une femme d'affaires belge flamande.

## Biographie
Elle est docteur en droit de l'Université de Bruxelles. Elle est agent maritime, gérante de Van Doosselaere & Achten (entretemps déclarée en faillite en 2015), administrateur de sociétés (entre autres; Neptumar, Sainte Catherine, Ucomar, Immo Garage, CSAV Agencies, Poseidon, FKM) Président honoraire d'Assiport. Membre du bureau de la Chambre de Commerce et d'Industrie d'Anvers. Membre du Hoge Raad de l'Université d'Anvers.

## Distinctions
- Lauréat du Maritime Award of the Year de la European Shipping Press Association (1989)
- Officier de l'ordre de la Couronne
- Chevalière de l'ordre de Léopold
- Chevalier de l'ordre de Léopold II
- Elle a été élevée au rang de baronne par le roi Albert II de Belgique en 1998. Sa devise est Ik zal volharden.
- Elle devient Consul honoraire du Canada en Flandre en 2001.
- Croix d'officier de l'ordre du Mérite (Bundesverdienstkreuz I. Klasse)

## Sources
- Adelbrieven verleend door Z.M. Albert II, Koning der Belgen, 1993-2000, Paul De Win, Lannoo/Racine, 2001,  (ISBN 28-738-62718)